# Condado de Fresno
O condado de Fresno (em inglês:  Fresno County) é um dos 58 condados do estado americano da Califórnia. Foi incorporado em 1856. A sede e cidade mais populosa do condado é Fresno.

## Geografia
De acordo com o United States Census Bureau, o condado possui uma área de 15 569 km², dos quais 15 431 km² estão cobertos por terra e 138 km² por água.

## Demografia
Segundo o censo nacional de 2010, o condado possui uma população de 930 450 habitantes e uma densidade populacional de 60,3 hab/km². É o 10º condado mais populoso da Califórnia e o 46º mais populoso dos Estados Unidos. Possui 315 531 residências, que resulta em uma densidade de 20,4 residências/km².
Das 15 localidades incorporadas no condado, Fresno é a cidade mais populosa e também a mais densamente povoada, com 494 665 habitantes, o que representa 53% da população total, enquanto que Parlier é a cidade mais densamente povoada, com 2 555 hab/km². San Joaquin é a cidade menos populosa do condado, com 4 001 habitantes. Apenas 1 cidade possui população superior a 100 mil habitantes.